# 插花镇
插花镇，是中华人民共和国安徽省阜阳市颍东区下辖的一个乡镇级行政单位。

## 行政区划
插花镇下辖以下地区：
人民社区、中心社区、成功社区、新园社区、赵店村、前于村、闸南村、曾桥村、杨桥村、兰楼村、毛桥村、板桥村、东黄村、朱楼村和郭营村。